# Bankomat
Bankomat (engl. cash dispenser, automated teller machine – ATM, njem. Geldautomat, Bankautomat) je stroj za izdavanje gotovine s tekućih računa  banke elektroničkim putem. Štedi vrijeme, smanjuje gužve i troškove na bankovnim šalterima.
Može se mahom koristiti cijeli dan (24 sata). Postavlja ga banka u svojim prostorima ali i na otvorenom. Koristi se ubacivanjem  debitne kartice ili  kreditne kartice s osobnim identifikacijskim kodom, unošenjem tajne šifre (PIN) i traženog (dopuštenog) iznosa. Korisnik komunicira s bankomatom na domaćem jeziku ili na engleskom. Noviji bankomati omogućavaju zamjene valuta i druge operacije.

## Vanjske poveznice
How ATMs Work